# Hájníček pruhokřídlý
Hájníček pruhokřídlý (Peucedramus taeniatus) je druh amerického zpěvného ptáka, jediný zástupce čeledi Peucedramidae a rodu Peucedramus.

## Systematika
Hájníčka pruhokřídlého poprvé vědecky popsal přírodovědec Bernard du Bus de Gisignies v roce 1847, přičemž pro něj zvolil vědecké jméno Sylvia taeniata. Současná systematika tento druh řadí do samostatného rodu Peucedramus, za jehož popisnou autoritu je pokládán americký přírodovědec Elliott Coues (1875); a samostatné čeledi Peucedramidae, za jejíž popisnou autoritu je pokládán německý ornitolog Hans Edmund Wolters (1980).
Svým opeřením se hájníček pruhokřídlý podobá lesňáčkům rodu Dendroica (nyní Setophaga), ve starší literatuře proto tento druh vystupuje přímo v rámci čeledi lesňáčkovitých (Parulidae). Od pravých lesňáčků se však odlišuje četnými rozdíly v morfologii i chování, na což poukázal mj. G. W. Gordon ve své práci z roku 1962. K závěru, že hájníček není blíže spřízněn s lesňáčky, dospěly i průkopnické fylogenetické práce založené na hybridizaci DNA, přičemž v navazující monografii Sibley & Monroe, 1990 tento druh vystupuje jakožto bazální podčeleď podstatně rozšířené čeledi pěnkavovitých (Fringilidae). Studie mtDNA z roku 1998 rovněž identifikovala hájníčka jakožto samostatnou linii, u níž zvažovala příbuznost s pěvuškovitými (Prunellidae).
V případě hájníčka pruhokřídlého je rozeznáváno až pět poddruhů, u nichž se objevuje klinální variabilita od severu k jihu, kdy dochází k postupnému zmenšování tělesné velikosti a opeření se stává jasnějším (alespoň u samců). Níže zveřejněný seznam poddruhů vychází z IOC World Bird List a zahrnuje i jejich areál výskytu:
- P. t. arizonae Miller, W & Griscom, 1925 (jihozápadní USA až severozápadní Mexiko);
- P. t. jaliscensis Miller, W & Griscom, 1925 (středoseverní a střední Mexiko);
- P. t. giraudi Zimmer, JT, 1948 (středojižní Mexiko);
- P. t. taeniatus (Du Bus de Gisignies, 1847) (středojižní Mexiko až západní Guatemala);
- P. t. micrus Miller, W & Griscom, 1925 (Honduras, severní Salvador a severní Nikaragua).

## Popis

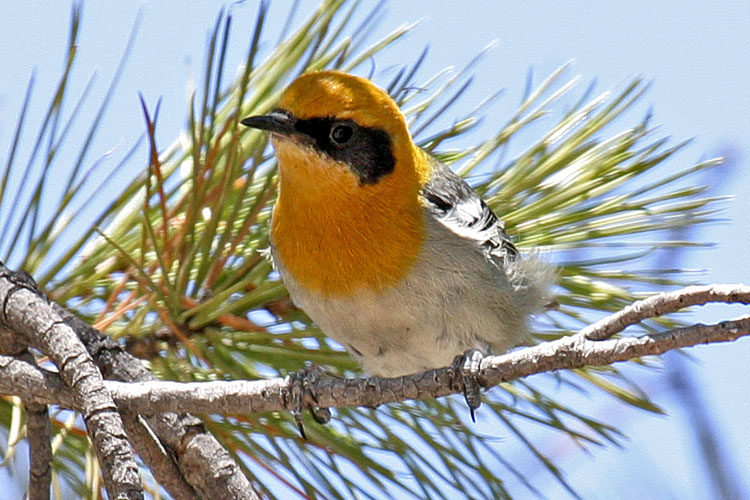
Hájníček pruhokřídlý, Cave Creek Canyon, Arizona

Hájníček pruhokřídlý dosahuje velikosti asi 13 cm a hmotnosti 10–12 g, s tím, že se jedinci směrem k jihu zmenšují (Bergmannovo pravidlo). Samci mohou být o něco málo větší než samice, z praktického hlediska však tyto rozdíly zůstávají zanedbatelné.
Obecně lze hájníčka charakterizovat jako menšího pěvce s kompaktním tělem; zaoblenými křídly; středně dlouhým ocasem; středně velkou hlavou na krátkém, ale silném krku; a rovným ostrým zobákem. Zbarvení peří se liší v závislosti na pohlaví, věku, ročním období a geografické poloze. V případě dospělého samce bývá opeření našedlé, s tmavšími křídly, jež zdobí tři bílé skvrnky. Hlava, hrdlo a hruď jsou žlutooranžové, spodní části těla jsou matně bělavé. Od příuší až ke kořeni zobáku se táhne černá obličejová maska. Svrchní část ocasu je černošedá, vnější rýdovací pera však mají bílé odstíny. Samice má obecně méně výrazné zbarvení.

## Ekologie a chování

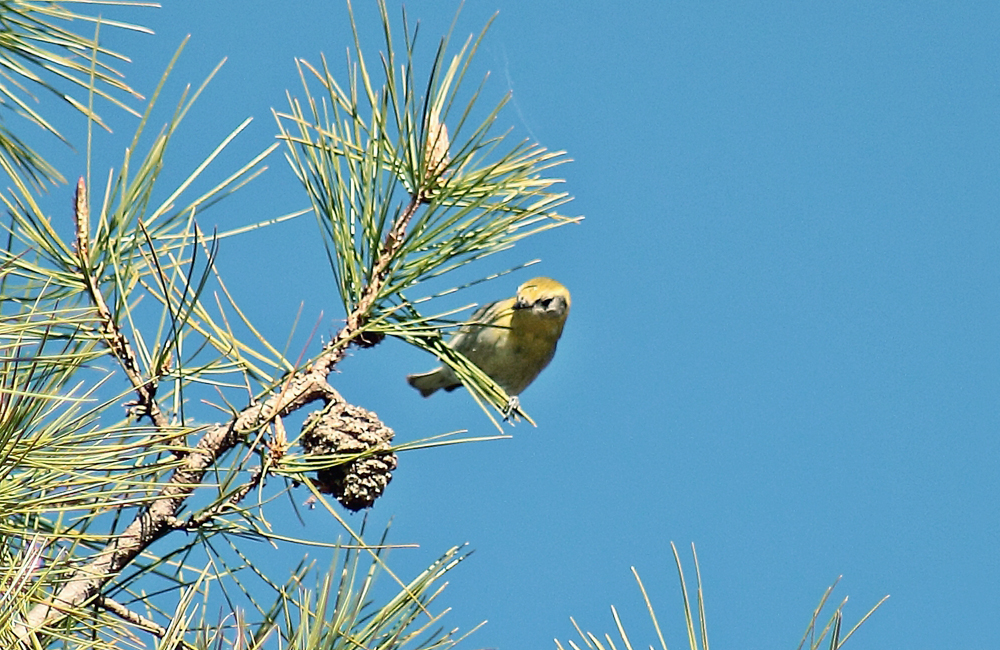
Hájníček pruhokřídlý ve svém přirozeném prostředí (Mexiko)

Hájníček pruhokřídlý vyžaduje ke svému životu jehličnaté lesy, zejména borové, jedlové či borovo-dubové. Preferuje zároveň relativně vysoké nadmořské výšky, hnízdní populace v USA žijí mezi 2 300–3 500 metry nad mořem, zatímco v níže položených oblastech na jihu hájníčci žijí ve výšce mezi 1 000–2 150 m. Vyloženě nížinatá prostředí využívají tito ptáci pouze v mexické Colimě. Přes zimní měsíce mohou hájníčci provádět výškové migrace. Poddruh arizonae, jenž obývá nejsevernější výspy areálu výskytu, pak provádí krátké migrace na sever Mexika. Do hnízdních areálu se migranti vrací na začátku dubna.
Hájníček pruhokřídlý se živí hmyzožravě, potravu shání především na vnějších větvích ve středních až vyšších stromových patrech, ačkoli někdy se krmí i v křovinné vegetaci, či dokonce na zemi.
O chování hájníčka pruhokřídlého je známo relativně malé množství informací. Ačkoli se během roku může přidružovat do vícedruhových krmných hejn a spolu s nimi se přesouvat mezi různými lokalitami, v období rozmnožování se stává teritoriálním a drží si jedno území. Zatímco na hranicích dlouhodobě hájených teritorií většinou nedochází ke střetům, mladí samci, kteří usilují o vymezení vlastního hnízdního území, se mohou stát cílem agrese jiných dospělých samců, případně i jejich partnerek. Hnízdo je miskovité, postavené z kořínků, mechů, lišejníků, chmýru či pavučin, ptáci si jej budují ve skrytu jehličí na okraji stromových korun. Snůška činí 3 až 4 vejce, inkubaci zajišťuje výhradně samice. Vylíhnutá mláďata následně krmí oba rodiče. Na severu areálu výskytu hnízdí tento druh od konce května do poloviny června, v jižních částech areálu výskytu však začíná hnízdní sezóna dříve.
Zpěv se podobá zpěvu sýkory koňadry (Parus major), zahrnuje opakované „peeta, peeta, peeta, peeta!“ a podobné tóny.

## Ohrožení
Mezinárodní svaz ochrany přírody (IUCN) ve svém vyhodnocení stavu ohrožení z roku 2020 hodnotí hájníčka pruhokřídlého jako málo dotčený druh. Celkovou velikost populace odhaduje na asi 1,9 milionu jedinců, přičemž populace podle IUCN mohou procházet nízkou mírou poklesu v důsledku ztráty přirozeného prostředí.